# Mason Hall
Mason Hall es una localidad de Trinidad y Tobago, que forma parte de la parroquia de St. George.

## Geografía
La localidad abarca parte de la isla de Tobago y limita al norte con Moriah (localidad perteneciente a la parroquia de St. David), al sur con Whim (localidad perteneciente a la parroquia de  St. David) y Mount Grace (localidad perteneciente a la parroquia de St. Andrew), al este con Easterfield, Concordia y Belmont y al oeste con Golden Lane y Les Coteaux (ambas localidades pertenecientes a la parroquia de St. David).

## Demografía
Datos demográficos de la localidad de Mason Hall:
| Gráfica de evolución demográfica de Mason Hall entre 2000 y 2011 |
|                                                                  |